# جو غرانت (لاعب كريكت)
جو غرانت (17 ديسمبر 1967 - ) (بالإنجليزية: Joe Grant) هو لاعب كريكت جامايكي.

## وصلات خارجية
- جو غرانت على موقع إي آس بي آن كريك إنفو (الإنجليزية)